# Во-ле-Рюбиньи
Во-ле-Рюбиньи́ (фр. Vaux-lès-Rubigny) — коммуна во Франции, находится в регионе Шампань — Арденны. Департамент — Арденны. Входит в состав кантона Шомон-Порсьен. Округ коммуны — Ретель.
Код INSEE коммуны — 08465.
Коммуна расположена приблизительно в 165 км к северо-востоку от Парижа, в 85 км севернее Шалон-ан-Шампани, в 40 км к западу от Шарлевиль-Мезьера.

## Население
Население коммуны на 2008 год составляло 48 человек.
| 1962 | 1968 | 1975 | 1982 | 1990 | 1999 | 2008 |
| ---- | ---- | ---- | ---- | ---- | ---- | ---- |
| 55   | 67   | 45   | 58   | 54   | 57   | 48   |

## Экономика
В 2007 году среди 28 человек в трудоспособном возрасте (15—64 лет) 21 были экономически активными, 7 — неактивными (показатель активности — 75,0 %, в 1999 году было 72,7 %). Из 21 активных работали 18 человек (10 мужчин и 8 женщин), безработных было 3 (2 мужчин и 1 женщина). Среди 7 неактивных 1 человек был учеником или студентом, 4 — пенсионерами, 2 были неактивными по другим причинам.

## Фотогалерея
- Въезд в Во-ле-Рюбиньи
- Церковь Сен-Себастьен
- Мэрия
- Прачечная